# Antoine Pazur
Antoine Pazur (* 3. Januar 1931 in Aulnoye-Aymeries; † 20. Oktober 2011 in Loches) war ein französischer Fußballspieler.

## Vereinskarriere
Der 179 Zentimeter große Abwehrspieler Pazur lief von 1947 an für die in seiner Heimatgemeinde angesiedelte AS Aulnoye auf. Von dort aus wechselte er 1950 als 19-Jähriger zum Zweitligisten US Valenciennes-Anzin, bei dem sich der meist als Rechtsverteidiger eingesetzte Akteur schnell zum Stammspieler entwickelte. Mit dem Team schaffte er trotz eines mittelmäßigen Abschneidens in der Liga den Einzug ins nationale Pokalendspiel 1951 und stand bei der 0:3-Finalniederlage gegen den RC Strasbourg selbst auf dem Platz. 1952 wurde der Aufstieg in die oberste nationale Liga knapp verpasste. Der Sprung in die erste Spielklasse gelang Pazur aber schon wenig später, als er im Dezember 1952 zum Erstligisten OSC Lille wechselte.
In Lille war er Teil einer erfolgreichen Mannschaft, die in den 1950er-Jahren gleich mehrere Titelgewinne verbuchen konnte. Zunächst erreichte die Elf das Pokalfinale 1953 und Pazur, der sich gleich nach seiner Ankunft einen Stammplatz in der Abwehrreihe des LOSC erkämpft hatte, gewann durch den 2:1-Sieg gegen den FC Nancy die Trophäe. 1954 wurde er mit Lille französischer Meister. Dem folgte im direkten Anschluss ein tiefer Sturz und der Klub entging 1955 nur knapp dem Abstieg. Parallel zur negativen Entwicklung in der Liga schaffte die Mannschaft den Sprung ins Pokalendspiel 1955 und Pazur konnte dank des 5:2 gegen Girondins Bordeaux den zweiten Gewinn dieses Titels für sich verbuchen. 1956 wurde der Fall in die Zweitklassigkeit Realität, doch der Spieler blieb dem Verein treu und leistete seinen Beitrag zum direkten Wiederaufstieg ein Jahr später. 1959 folgte der erneute Abstieg, der direkte Wiederaufstieg scheiterte jedoch deutlich und Pazur verlor überdies seinen Stammplatz. Angesichts dessen beendete er 1960 mit 29 Jahren nach 135 Erstligapartien und 105 Zweitligapartien jeweils ohne Tor seine Profilaufbahn.

## Nationalmannschaft
Pazur war 22 Jahre alt, als er am 17. Dezember 1953 bei einem 8:0-Sieg gegen Luxemburg zu seinem Debüt in der französischen Nationalelf kam. Das Qualifikationsspiel zur Weltmeisterschaft 1954 blieb sein einziger Einsatz im Trikot seines Landes. Dabei hatte er davon profitiert, dass gegen den als leicht zu schlagen geltenden Gegner hauptsächlich auf Nachwuchsspieler zurückgegriffen wurde. Trotz seiner Berücksichtigung für die Begegnung wurde er anschließend zunächst nicht als Nationalspieler geführt, da die Partie vom französischen Verband nicht als offizielles Länderspiel geführt wurde, wenngleich es sich dabei sogar um ein Pflichtspiel handelte. Erst vierzig Jahre später wurde es doch noch als solches anerkannt, womit Pazur gemeinsam mit Jean-Pierre Kress, Jean Desgranges und Marius Bruat nachträglich in den Kreis der Nationalspieler aufrückte.